# Lê Hồng
Lê Hồng là một xã thuộc huyện Thanh Miện, tỉnh Hải Dương, Việt Nam.
Xã Lê Hồng có diện tích 9,23 km², dân số năm 1999 là 7064 người, mật độ dân số đạt 765 người/km².